# 新道東車站
新道東車站（日语：／ Shindō-higashi eki */?）是一位於日本北海道札幌市東區北34條東16丁目、隸屬於札幌市交通局的地下鐵車站。車站編號是H-02。

## 車站構造
2面2線對向式月台的地下車站。

### 月台配置
| 月台 | 路線   | 目的地               |
| ---- | ------ | -------------------- |
| 1    | 東豐線 | 札幌、大通、福住方向 |
| 2    | 東豐線 | 榮町方向             |

## 車站周邊
- 驀屋書店

## 历史
- 1988年12月2日 - 伴隨市營地下鐵東豐線的通車，新道東車站啟用。

## 相鄰車站
札幌市營地下鐵
 東豐線
榮町（H01）－新道東（H02）－元町（H03）

## 外部連結
- （日語）新道東站內配置圖（札幌市交通局）

1. ↑  “地下22メートル 盛大に発車式 札幌・地下鉄東豊線”. 北海道新聞 (北海道新聞社). (1988年12月1日)